# Frank White (botaniste)
Pour les articles homonymes, voir White et Frank White.
Frank White (né le 5 mars 1927 et mort à Oxford le 12 septembre 1994) est un botaniste-forestier britannique, conservateur de l'herbier forestier de l'Université d'Oxford de 1964 à 1992.
F. White était un spécialiste des forêts tropicales africaines, dont il avait entrepris l'étude sous de multiples angles : systématique, phytogéographie, chorologie, végétation.

## Principales publications
- F. White, Forest Flora of Northern Rhodesia, London, 1962, 455 p.
- J.D. Chapman & F. White, The Evergreen Forests of Malawi, Commonwealth Forestry Institute, Oxford, 1970, 190 p.
- F. White, Mémoire accompagnant la carte de végétation de l'Afrique UNESCO-AETFAT-UNSO, in : Recherches sur les Ressources Naturelles, vol. 20, UNESCO, Paris, 1986, 384 p.

## Sources
- Jean Léonard & Paul Bamps, Le Dr Frank WHITE (1927-1994) et le Jardin botanique national de Belgique, in : Bulletin du Jardin botanique national de Belgique, Vol. 64, No. 1/2 (Jun. 30, 1995), pp. 3–11.